# Айнзінген
Айнзінген (нім. Einsingen) — колишня німецька колонія на території села Дев'ятир, Жовківського району, Львівської області.

## Історія
Заснована німецькими колоністами в 1785 році під час колонізаційної програми Йосифинської колонізації, розпочатої австрійським імператором Йосифом II, починаючи з 1781 року. Колоністи були євангелістами за віросповіданням, мали свою школу.
7 (20) листопада 1917 року, відповідно до Третього Універсалу Української Центральної Ради, увійшло до складу Української Народної Республіки.
25 листопада 1938 р. розпорядженням міністра внутрішніх справ Польщі Айнзінген перейменовано на Дзєвєнцєж Мали. Село належало до Равського повіту. На 01.01.1939 в селі проживало 310 мешканців, з них 35 українців-грекокатоликів, 5 поляків, 10 євреїв і 280 німців. У 1940 р. німців виселили до Ватерґав за програмою Додому в Рейх.
В 1945 році радянсько-польський кордон розділив Дев'ятир на дві частини, основна частина села опинилась на польському боці, а колонія на українському боці кордону, тоді колонію було перейменовано на Дев'ятир. Отже тепер це сучасне село Дев'ятир.